# Runovići
Runovići ist eine Gemeinde in der Gespanschaft Split-Dalmatien, Kroatien. Die Gemeinde hat 1968 Einwohner (Stand 2021), die auf die drei Orte Runovići, Slivno und Podosje verteilt sind. 
Die Gemeinde liegt entlang des Imotsko polje zwischen dem Gebirge Biokovo und den Gemeinden Zmijavci und der Herzegowina.

## Geschichte
In Römischer Zeit hieß der Ort Novae und lag auf dem halben Weg zwischen Salona und Narona.
1905 starb der Heiducke Andrija Šimić in Runovići. 

## Persönlichkeiten
- Ivan Buljan (* 1949), Fußballspieler